# Luchino Visconti (condottiere)
Pour les articles homonymes, voir Visconti et Luchino Visconti (homonymie).
Pour les autres membres de la famille, voir Famille Visconti.
Luchino Visconti (traduit souvent en français par Lucien Visconti), né vers 1287 ou 1292 et mort le 24 janvier 1349 à Milan, est un noble condottiere italien qui fut co-seigneur de Milan de 1339 à 1349 avec son frère Jean.

## Biographie
Quatrième fils du seigneur de Milan, Mathieu Ier et de Bonacossa Borri, il se consacre à la guerre et devient condottiere avec son frère, le second, Marco. Il est nommé seigneur de Pavie en 1315 à l'âge de 23 ans.
En 1315, il participe à la bataille de Montecatini, où il est blessé.
Il épouse, en 1316, Violante (Yolande), fille de Tomasso Ier (1244-1296), marquis de Saluces, mais se retrouve veuf l'année suivante sans descendance.
Il se remarie, en 1318 avec Caterina Spinola (it), fille du génois Oberto Spinola ; ils n'auront pas non plus de descendance et elle décédera vers 1339.
En 1320, il devient podestat de Vigevano dont il ordonnera, en 1341, la construction du château de la Roca Vecchia, une forteresse pour prisonniers sur la route de Milan.
En 1323, il se retrouve accusé d'hérésie par le pape, à l'instar des membres de sa famille.
En janvier 1339, Luchino Visconti défait son neveu Lodrisio Visconti à la bataille de Parabiago.
Ce sera avec le mariage, en 1339, avec sa troisième épouse, Isabelle Fieschi dite Fosca (« Ténébreuse »), fille de Carlo Fieschi, un capitaine génois, seigneur de Savignone et neveu du pape Adrien V (1205-1276), qu'il aura une postérité légitime.

Blason familial : d'argent au serpent d'azur ondoyant en pal engloutissant un enfant de carnation

Le 16 août 1339, Azzon, seigneur de Milan, décède sans postérité et la lignée de Galéas Ier, le premier fils de Mathieu Ier, s'éteint. Le second, Marco, est mort sans postérité, en 1329. Indépendamment de la lignée du cinquième fils de Mathieu Ier, Étienne, mort en 1337, les seuls héritiers mâles du fief de Milan sont le troisième et le quatrième fils, Jean et Luchino qui deviennent donc seigneurs de Milan.
Jean laissera cependant à Luchino toute latitude quant au gouvernement de l'État milanais.
Vers la fin de l'année 1339, Luchino s'empare de Pise et de Parme.
En juillet 1340, Mathieu, Galéas et Barnabé, neveux de Jean et de Luchino, fils de leur frère benjamin Étienne, participent à la conjuration menée par Francesco Pusterla et quelques autres nobles. Cette conjuration ayant été dénoncée, Luchino sévit contre les conjurés mais ne punit pas ses neveux.
Contre la somme de 500 000 florins et en l'absence de l'empereur, le pape accorde aux nouveaux maîtres de Milan, en 1341, le vicariat qui les confirme dans leur fonction.
En 1342, une bulle papale de Clément VI lève l'accusation d'hérésie qui pèse sur Lucien et sa famille.
Grand homme de guerre, en 1342, il prend Bellinzone à la famille Rusca, annexe Locarno, Asti, Tortona, Alexandrie, Alba ainsi que Cherasco à la suite de combats contre les Angevins et la Savoie.
En 1344, il entreprend une guerre contre Pise qui se termine, en 1346, par la cession de Parme par Obizzo III d'Este, seigneur de Ferrare et Modène.
En 1346, les neveux conspirent à nouveau contre leurs oncles. Cette fois, Luchino décide de les éloigner de Milan et les condamne à l'exil. Mathieu part pour le duché de Montferrat, Galéas voyage en Palestine et dans les Flandres et Barnabé fait un périple en Savoie, dans les Flandres et en France, à la cour de Philippe VI.
Luchino a cependant des rapports problématiques avec sa femme Isabelle bien qu'elle lui donne, cette même année, deux jumeaux dont l'un, nommé Luchino Novello, survit. Les prétendues escapades amoureuses d'Isabelle serviront de motif aux neveux pour exclure Luchino Novello de sa propre succession et de celle de Jean en 1354.
Sa dernière entreprise est une guerre contre le marquisat de Montferrat de Jean II Paléologue et la seigneurie de Mantoue de Louis Ier Gonzague, guerre qui avorte en raison de sa mort.
Luchino meurt le 24 janvier 1349 et son frère Jean lui succède.

## Descendance
De son troisième mariage avec Isabelle Fieschi, naquirent deux fils jumeaux dont Luchino dit Novello (« Nouveau »), né en 1346, qui épousa Luisa, fille du doge de Gênes Gabriele Adorno et de Violante Giustiniani puis, en 1372, Maddalena Strozzi et décéda en 1399.
Luchino eut également deux enfants illégitimes :
- Brizio ou Bruzio (NC-1356) qui fut seigneur de Tortona et podestat de Lodi ; homme de guerre accompli, il se rendit célèbre en tant que poète et fut l'ami de Pétrarque.
- Borso.